# 1948 au Yukon
Chronologie du Yukon
- 1944
- 1945
- 1946
- 1947
- 1948
- 1949
- 1950
- 1951
- 1952

Cette page concerne des événements d'actualité qui se sont produits durant l'année 1948 dans le territoire canadien du Yukon.

## Politique
- Chef exécutif puis Commissaire  : John Edward Gibben (en)
- Législature : 14e

## Événements
- La radio anglophone CFYT-FM (en) entre en ondes de Dawson City.
- Le poste du Chef exécutif du Yukon change de nom et réforme le Commissaire.
- 13 juin : Célébration du 50e anniversaire du territoire du Yukon.

## Naissances
- 27 janvier : Roger Kimmerly (en), député territoriale de Whitehorse-Sud-Centre (1981-1989).
- 3 avril : Daniel Lang (en), député territoriale de Whitehorse-Porter-Creek-Est (1978-1992) et sénateur.
- 14 août : John Edzerza, député territoriale de McIntyre-Takhini (2002-2011) († 25 novembre 2011)

## Décès
- 19 septembre : Jan Eskymo Welzl (en), écrivain (º 15 août 1868)